# Rotfußseriema
Die Rotfußseriema (Cariama cristata) ist eine Vogelart, die im mittleren Südamerika vorkommt. Die Art gilt als monotypisch.

## Verbreitung
Sie ist im zentralen und östlichen Brasilien (nördlich bis zu den Bundesstaaten Tocantins und Piauí), im östlichen Bolivien, Paraguay, Uruguay und im zentralen, nördlichen Argentinien (südlich bis in den Norden der Provinz La Pampa) verbreitet.

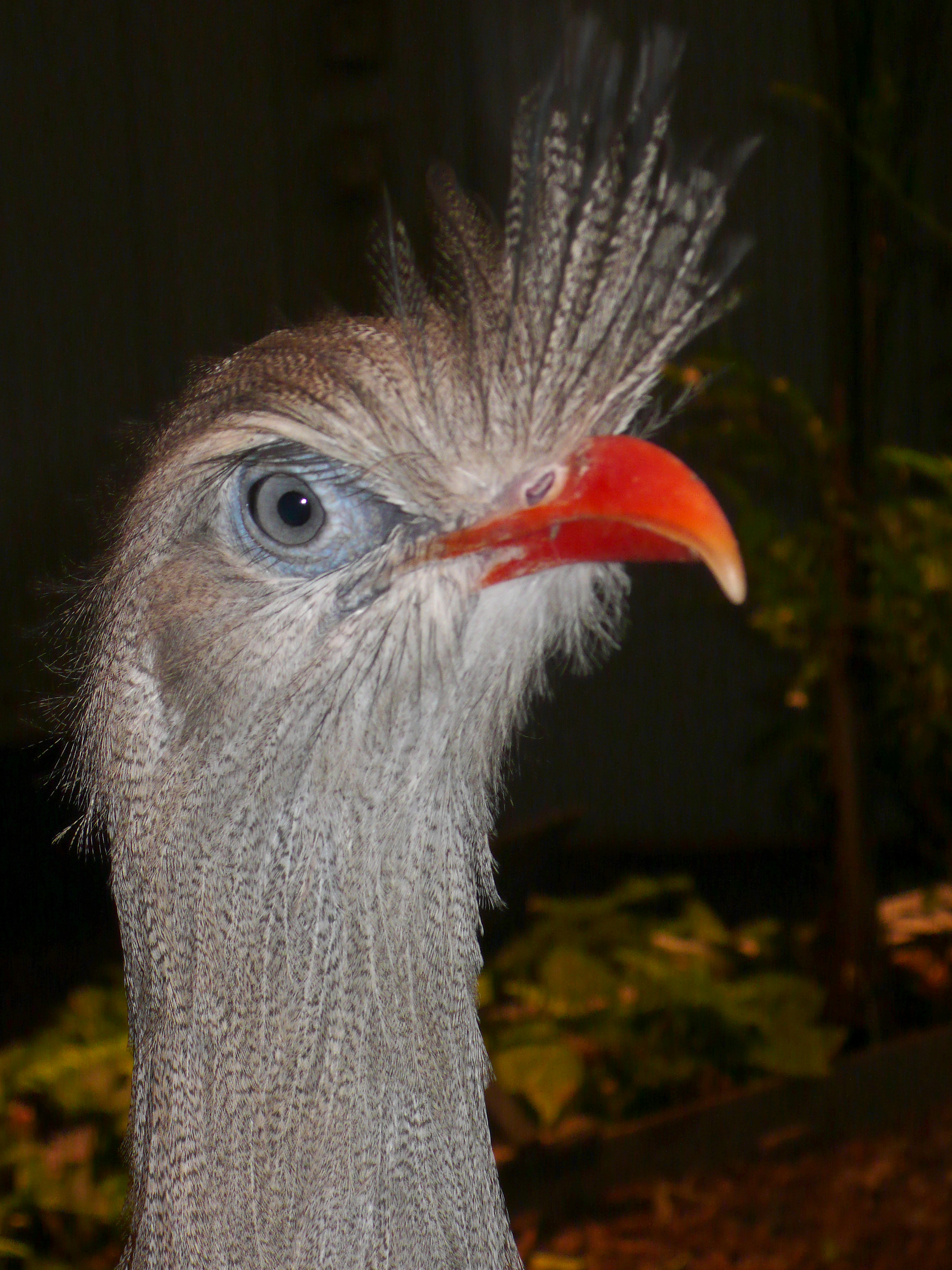
Kopfporträt einer Rotfußseriema

## Beschreibung
Die Rotfußseriema erreicht eine Körperlänge von 75 bis 90 cm bei einem Gewicht von 1,5 kg. Der Schnabel ist rot, die hellgelben Augen kontrastieren mit der blauen, unbefiederten Haut rund um die Augen. Das obere Augenlid ist mit schwarzen Wimpern versehen. Die langen Beine sind lachsfarben. Die Schwungfedern sind schwarz-weiß gebändert. Der Schwanz ist lang und breit; seine Federn haben weiße Spitzen. Jungvögel zeigen dunkelbraune Streifen auf Kopf, Nacken und Rücken. Schnabel und Beine sind grau.
Von der im Süden des Verbreitungsgebietes sympatrisch mit ihr vorkommenden Schwarzfußseriema (Chunga burmeisteri), der einzigen weiteren Seriemaart, kann die Rotfußseriema gut durch ihren auffälligen, aufrecht stehenden Federbüschel auf dem Vorderkopf unterschieden werden.

## Stimme
Die Vögel rufen vor allem in der Dämmerung, manchmal auch zu anderen Tageszeiten, auch während der heißen Mittagsstunden. Ihr Ruf ist ein lautes Jaulen, das etwa wie kyup-kyup-kyup-kyup-kyupkyup-kyup-kypo-kyo-kyo-kyo… klingt. Es hört sich manchmal wie ein leicht hysterisches, allmählich verblassendes Geschnatter an und ertönt manchmal mehrere Minuten lang. Oft rufen die Vögel mit zurückgeworfenem Kopf von einer erhöhten Position.

## Lebensweise

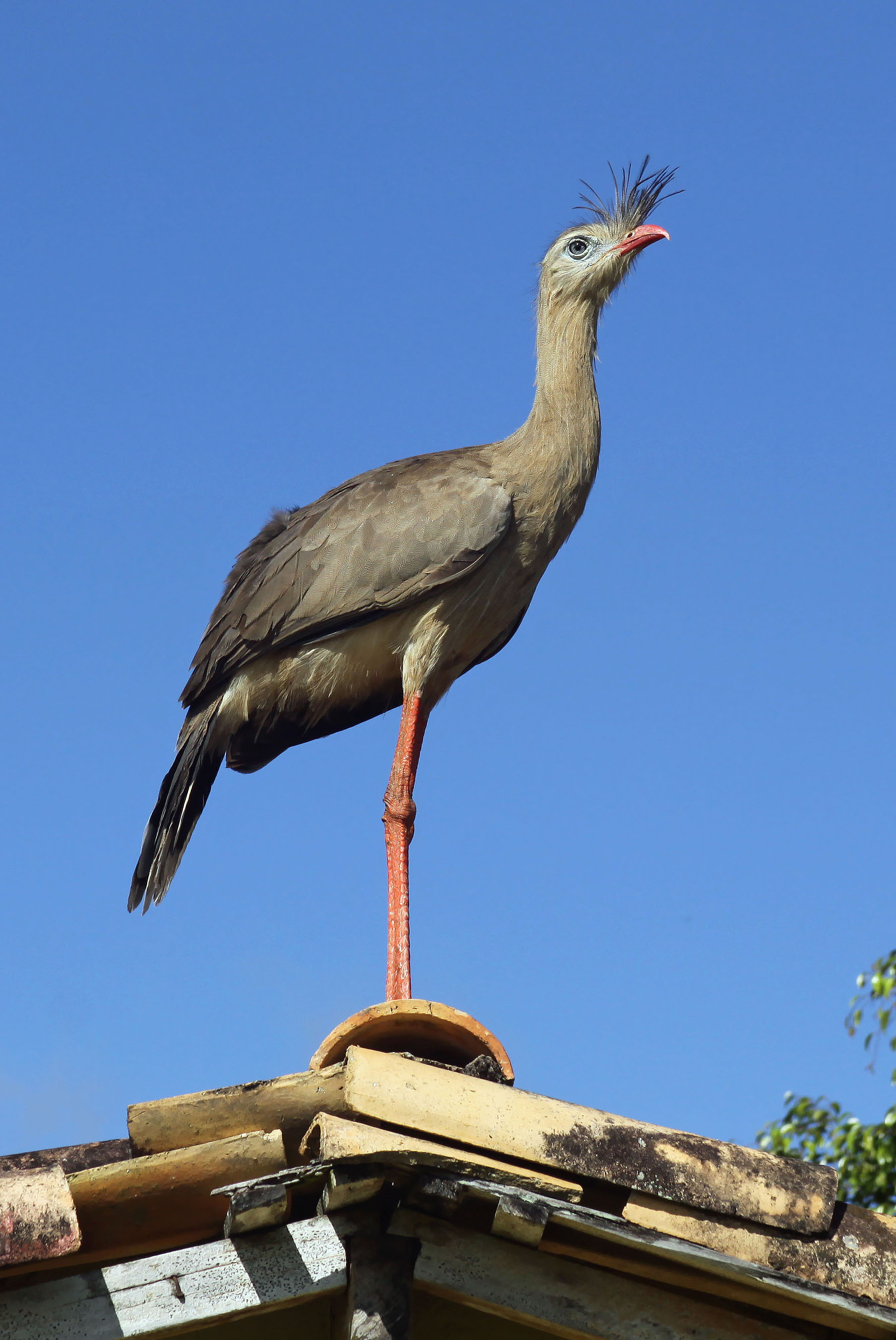
Rotfußseriema auf einem Dach

Die Rotfußseriema kommt in offenen Wäldern, in Dornstrauchsavannen, Savannen und auf Weiden vor, im Süden Brasiliens und in Uruguay in hügeligem Grasland in der Nähe von Wäldern und in den für ihr Verbreitungsgebiet typischen Biotopen Caatinga, Cerrado und Gran Chaco vor. Die Höhenverbreitung reicht von nahezu Meeresspiegelniveau bis 2000 Meter in Argentinien und im südöstlichen Brasilien. Rotfußseriema sind überwiegend Standvögel und ziehen nicht, bis auf einige örtlich begrenzte Züge im Gran Chaco. Sie ernähren sich vor allem von Gliederfüßern – dazu gehören Heuschrecken, Käfer, Ameisen, Insektenlarven und Spinnen – aber auch von kleineren Wirbeltieren wie Amphibien, kleinen Echsen und Schlangen, Küken und Jungvögeln, sowie von Eiern und kleinen Nagetiere. Mais, andere Grassamen, Früchte und Baumsäfte werden je nach Jahreszeiten zusätzlich aufgenommen. Normalerweise suchen die Tiere ihr Futter allein oder paarweise, während der Fortpflanzungszeit auch in kleinen Familiengruppen. Ihre Nahrung suchen sie auf dem Erdboden oder in niedriger Vegetation. Größere Futtertiere werden mit dem Schnabel gepackt und auf den Erdboden geschlagen um sie zu töten oder mit den Füßen festgehalten und mit dem Schnabel zerrissen.
Die Brutzeit variiert je nach Vorkommen. In Nordostbrasilien liegt die Fortpflanzungszeit in den Monaten Februar bis Juli, in Zentralbrasilien reicht sie von September bis in den Januar und in Argentinien von November bis Dezember. Die Vögel brüten einzeln. Das Nest wird in Astgabeln kleiner Bäume gebaut, normalerweise ein bis fünf Meter über dem Erdboden. Es besteht aus Ästen und Zweigen und wird mit Laub, Lehm oder Kuhmist ausgekleidet. Die zwei bis drei Eier pro Gelege sind weiß mit einer gelb-bräunlichen oder hell lila Zeichnung. Die Brutdauer beträgt 24 bis 30 Tage. Vor allem das Weibchen brütet. Die Küken sind bräunlich, dunkelbraun auf dem Rücken und hellbraun und gesprenkelt auf der Bauchseite. Ihre haarartigen Kopffedern sind auffallend lang. Sie verlassen nach etwa 14 Tagen das Nest und werden noch etwa einen Monat von den Eltern gefüttert (Gefangenschaftsbeobachtungen). Das Erwachsenengefieder bekommen sie mit einem Alter von etwa 4 bis 5 Monaten.

## Etymologie und Forschungsgeschichte
Die Erstbeschreibung des Rotfußseriemas erfolgte 1766 durch Carl von Linné unter dem wissenschaftlichen Namen Palamedea cristata. Als Verbreitungsgebiet gab er Brasilien an. 1760 führte Mathurin-Jacques Brisson die für die Wissenschaft neue Gattung Cariama ein. Der Begriff ist der portugiesische Name für den Rotfußseriema. Der Artname cristata leitet sich von lateinisch cristatus, crista ‚mit Haube, Federbusch, Büschel‘ ab. Cariama cristata azarae Miranda-Ribeiro, 1938, Cariama cristata leucofimbria Miranda-Ribeiro, 1938, Cariama cristata bicincta Miranda-Ribeiro, 1938, Cariama cristata schistofimbria Miranda-Ribeiro, 1938 werden heute alle als Synonyme zur Nominatform betrachtet. Félix de Azara hatte die Art 1805 als Yacú de la Sariá bezeichnet. Alfred Laubmann sah die Art aufgrund der Ergebnisse der „3. Gran-Chaco-Expedition“ durch Hans Krieg (1888–1970), Michael Mathias Kiefer (1902–1980) und Eugen Josef Robert Schuhmacher (1906–1973) und verschiedenen Publikationen als mehrfach nachgewiesen für Paraguay an.

## Gefährdung
Die Rotfußseriema wird von der IUCN als nicht gefährdet (LC = Least Concern) eingestuft. Sie ist weit verbreitet, aber nirgendwo häufig. In einigen Gebieten wird sie gejagt, in anderen als Nützling, der Nager und Schlangen vertilgt, von Landwirten geschützt. Im südlichen Teil des Verbreitungsgebietes leidet die Art unter der Zersiedelung und der Zerstörung ihres Lebensraumes, im nördlichen Teil kann sie ihren Lebensraum in Folge der von Menschen verursachten Entwaldung ausdehnen.